# クロアチア宇宙局
クロアチア宇宙局（クロアチアうちゅうきょく、クロアチア語: Hrvatska svemirska agencija, HSA 、英語: Croatian Space Agency, CSA）はクロアチア国内における科学目的、および商業目的の宇宙開発計画を調整する政府機関。
2002年に設立され、本部はザグレブに位置する。現在の局長はIgor Šebo。